# 凯尔特传教运动

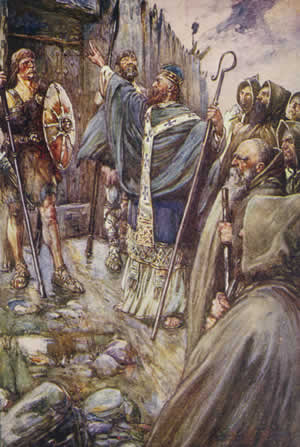
凯尔特传教运动

凯尔特传教运动 （Hiberno-Scottish mission）是指中世纪时期爱尔兰、苏格兰等凯尔特地区的基督教教士对欧洲大陆进行的有组织、反哺式的传教活动，它的两次高潮主要发生在6-8世纪和11世纪。

## 第一阶段
凯尔特传教运动是独立进行的，而非由教廷组织，覆盖了从冰岛到意大利北部的广大领域。
该运动的先驱是爱尔兰的圣帕特里克（385-461）。他于432年来到爱尔兰岛传教，建立了凯尔特教派。爱尔兰人将其奉为主保圣人，并将3月17日定为圣帕特里克节。
公元590年，第一位爱尔兰教士离开不列颠群岛前往欧洲大陆传教、实践苦修和朝圣。圣高隆邦最早来到墨洛温王朝，他于610年在法兰克王国建立了一座叫Annegray的修道院，以通过修道院的苦修生活实现精神的完满。圣高隆邦还前往瑞士和意大利传教，2年后由于提乌德里克二世治下的王国出现政治冲突而返回爱尔兰。
在巴伐利亚地区传教的代表人物是圣加仑修道院的建立者圣加卢斯，他将福拉尔贝格划归至库尔主教区和康斯坦茨主教区。
另一位重要的传教士是圣高隆邦的学生厄斯塔希乌斯，他主要在杜河和巴伐利亚地区传教，615年成为吕克瑟修道院院长。
圣基利安686年来到维尔茨堡传教，689年在那里殉道，后被奉为教区主保。
在克恩顿的传教使命由750年成为萨尔茨堡主教的圣维吉尔完成。他被认为是早期凯尔特传教运动的最后一位代表。

## 第二阶段
凯尔特传教运动的第二阶段与传教士在南德和奥地利建立本笃会修道院密切相关。这些修道院可以追溯到苏格兰的马利安努斯，他和教友1070年来到雷根斯堡建立苦修团体，最终发展出多个修道院。